# Albertinenhof (Gerswalde)

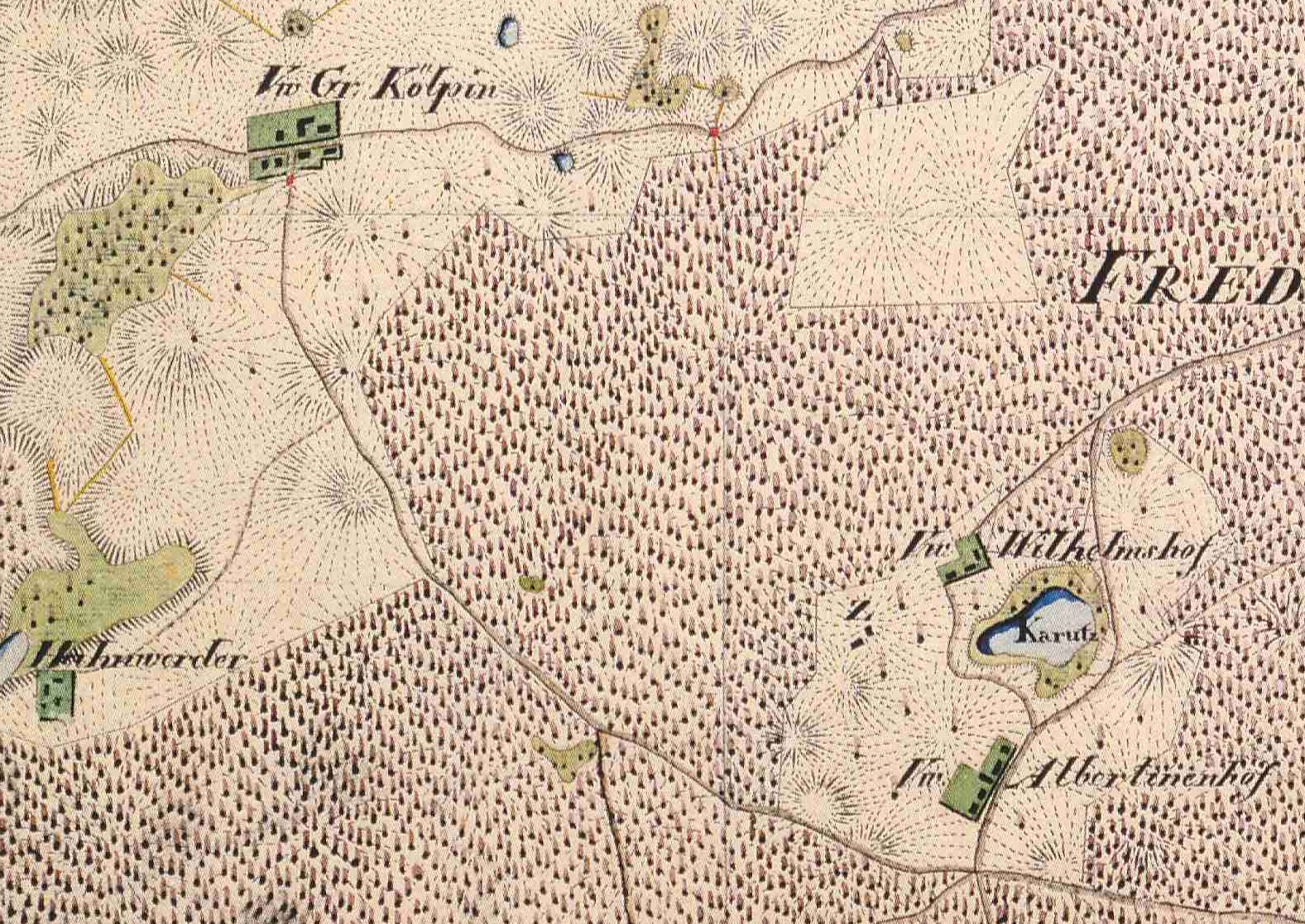
Groß Kölpin, Hahnwerder, Wilhelmshof (abgeg.), Gemeinde Milmersdorf und Albertinenhof, Gemeinde Gerswalde, Ausschnitt aus dem Urmesstischblatt 2848 Gerswalde von 1826

Albertinenhof war ein Wohnplatz der Gemeinde Gerswalde im Landkreis Uckermark (Brandenburg). Albertinenhof wurde um die Mitte des 18. Jahrhunderts als Vorwerk des Rittergutes in Groß Fredenwalde neu angelegt. Um 1880/85 wurden die Vorwerksgebäude abgerissen und stattdessen eine Försterei eingerichtet. Dieses Gebäude wurde nach 1957 abgerissen.

## Lage
Albertinenhof lag 8,5 km südwestlich vom Kernort Gerswalde, 2,3 km nordöstlich von Götschendorf und 3,3 km westnordwestlich von Alt-Temmen, um/nach 1900 schon völlig im Wald. Die Siedlung lag auf 67,5 m ü. NHN.

## Geschichte
1775/6 wurde hier als Zubehör zum Rittergut Groß Fredenwalde ein Vorwerk aufgebaut. In einem Familienhaus (wohl Doppelhaus) wohnten drei Büdner und ein Einlieger. 1781 standen hier drei Doppelhäuser für Büdner. 1790 wird Albertinenhof als ritterfreies Vorwerk beschrieben, das von einem Verwalter oder Unterpächter bewirtschaftet wurde. 1801 hatte das Vorwerk drei Feuerstellen und 19 Bewohner. 1817 wohnten hier 21 Menschen. 1840 gehörten zum Rittergut Albertinenhof immer noch drei Wohnhäuser mit nun 24 Bewohnern. 1860 bestand Albertinenhof aus drei Wohnhäusern und vier Wirtschaftsgebäuden. In einem der Häuser wohnte ein Leineweber, der mit einem Stuhl sein Handwerk betrieb. Das Gut hatte eine Gesamtgröße von 600 Morgen, davon 9 Morgen Gehöft, 10 Morgen Gartenland, 341 Morgen Acker, 123 Morgen Wiesen und 117 Morgen Weide. Dagegen gibt Adolf Frantz leicht abweichend eine Gesamtgröße von 590 Morgen an, davon 341 Morgen Acker, 123 Morgen Wiese, 117 Morgen Weide (in der Addition aber 581 Morgen). Es fehlen hier das Areal des Gehöfts und das Gartenland. Rauer gibt die Gesamtgröße erstmals in Hektar an: 69,80 Hektar, davon 52,27 ha Acker, 3,05 ha Wiesen, 0,64 ha Hutung und 13,84 ha Wald. Der Grundsteuerreinertrag ist mit 332 Mark angegeben.
1867 gehörte Albertinenhof zum Gutsbezirk Groß Fredenwalde. 1885 stand an der Stelle bereits ein Forsthaus; die Vorwerksgebäude waren abgebrochen worden. Das Handbuch des Grundbesitzes im Deutschen Reich von 1885 gibt eine Gesamtgröße von 71 ha an, davon 54 ha Acker, 3 ha Wiesen, 1 ha Hutung und 14 ha Wald. Der Grundsteuerreinertrag betrug wie 1879 332 Mark. Groß Fredenwalde und Albertinenhof wurden von Carl Matz administriert. 1896 war anscheinend der größte Teil des Gutsareals schon als Wald angelegt. Administrator war der Förster Paul Brehmer aus Alt-Temmen. Das Forsthaus gehörte zum Gutsbezirk Groß Fredenwalde. Die Försterei bestand noch 1957. Danach wurde das Gebäude zu einem nicht bekannten Zeitpunkt abgebrochen.
| Jahr      | 1774 | 1790 | 1801 | 1817 | 1840 | 1858 | 1867 | 1871 |
| Einwohner | 19   | 32   | 19   | 21   | 24   | 34   | 15   | 17   |

## Besitzgeschichte
Das Vorwerk Albertinenhof wurde von Alexander Wilhelm von Arnim (1738–1809) auf Fredenwalde und Willmine aufgebaut. Er war mit Albertine Luise Gräfin von Küssow verheiratet. Nach ihr ist das Vorwerk benannt. Alexander Wilhelm war Kgl. Preußischer Generalleutnant und Träger des Roten Adlerordens und des Ordens Pour le Mérite. Erbe von Groß und Klein Fredenwalde, Willmine, Albertinenhof und einem Anteil von Sperrenwalde war der Sohn Wilhelm Georg von Arnim. Er war mit Caroline Henriette von Ahlimb verheiratet. Das Paar hatte „nur“ drei Töchter, sodass der Lehenbesitz unter die nächsten Verwandten von Arnim verteilt wurde. Groß Fredenwalde und Albertinenhöhe fielen an Ludwig Bernhard von Arnim (1784–1855) von Götschendorf. Ludwig Bernhard war dreimal verheiratet. Erbe von Groß Fredenwalde und Albertinenhof war der Sohn Friedrich Wilhelm Georg Ferdinand von Arnim (1832–1876) aus der dritten Ehe mit Luise von Arnim aus dem Hause Suckow. Friedrich Wilhelm Georg Ferdinand war mit Auguste Adelheid Johanna von Arnim aus dem Hause Milmersdorf verheiratet. Erbe von Groß Fredenwalde und Albertinenhof war der Sohn Hubert Friedrich Abraham Christfried von Arnim (1861–1937). Er verkaufte Albertinenhof 1906 an Hans von Arnim, Rittmeister a. D. auf Neuensund, der Albertinenhof von Ernst Krach verwalten ließ. Bereits 1914 wurde nur noch Wald ausgewiesen. Nach Niekammer’s Güteradressbuch für die Provinz Brandenburg von 1923 gehörte Albertinenhof dem Hans Joachim von Arnim auf Mürow im Kreis Angermünde.  Hans Joachim von Arnim hatte bis 1929 auch Arnimswalde erworben und machte aus beiden Gütern Forst.

## Kommunale Zugehörigkeit
Albertinenhof gehörte ursprünglich zum Uckermärkischen Kreis der Mark Brandenburg. Nach der Kreisreform von 1816/17 gehörte Albertinenhof dann zum Kreis Templin. In der Kreisreform von 1872 und nach Bildung der Amtsbezirke wurde der Gutsbezirk Groß Fredenwalde und Albertinenhof dem Amtsbezirk 5 Groß Fredenwalde im Kreis Templin zugewiesen. Amtsvorsteher war Rittergutsbesitzer von Arnim auf Groß Fredenwalde, sein Stellvertreter Schulze Nobiling in Groß Fredenwalde. 1928 wurde der Gutsbezirk Groß Fredenwalde mit dem Gemeindebezirk Groß Fredenwalde zur Gemeinde Groß Fredenwalde vereinigt. 1931 und 1957 war Albertinenhof ein Wohnplatz von Groß Fredenwalde. Mit der Kreisreform von 1952 in der damaligen DDR kam Albertinenhof nun zum neu zugeschnittenen Kreis Templin im Bezirk Neubrandenburg. 1993 wurde der Kreis Templin mit den Kreisen Angermünde und Prenzlau zum Landkreis Uckermark vereinigt. Der frühere Standort von Albertinenhof liegt auf der Gemarkung Groß Fredenwalde. Groß Fredenwalde ist heute ein bewohnter Gemeindeteil von Gerswalde. Gerswalde ist Mitglied und Sitz der Verwaltungsgemeinschaft Amt Gerswalde.